# Спольи, Николас
Николас Федерико Спольи (исп. Nicolás Federico Spolli; 20 февраля 1983, Росарио) — аргентинский футболист, игравший на позиции центрального защитника.

## Карьера
Николас Спольи начал карьеру в клубе «Ньюэллс Олд Бойз». 12 февраля 2005 года он дебютировал в основном составе команды в игре с «Велес Сарсфилд» (0:0), после чего провёл ещё 14 встреч в чемпионате и 2 игры в Южноамериканском кубке. После этого Спольи провёл в команде ещё 4 года, сыграв 116 игр и забив 9 голов, один из которых в Кубке Либертадорес.
24 июля 2009 года Спольи перешёл в итальянский клуб «Катания», с которой подписал контракт на 4 года. Сумма трансфера составила 1 млн евро. 30 августа Спольи дебютировал в составе «Катании» в матче чемпионата Италии с «Пармой», в котором его клуб проиграл 1:2. 6 января 2010 года Спольи забил первый мяч за клуб, пронеся победу его команде над «Болоньей». В 2015 году в зимнее трансферное окно на правах аренды перешёл в «Рому».
В январе 2019 года Николас Сполли перешел в «Кротоне» на правах аренды.